# Сошани
Сошани (мкд. Сошани) су насеље у Северној Македонији, у западном делу државе. Сошани припадају општини Дебарца.

## Географија
Насеље Сошани је смештено у западном делу Северне Македоније. Од најближег града, Охрида, насеље је удаљено 38 km северно.
Сошани се налазе у историјској области Дебарца, која обухвата слив реке Сатеске и са изразитим планинским обележјем. Насеље је смештено у источном делу области. Источно од насеља се издиже Илинска планина, а западно се пружа поље. Надморска висина насеља је приближно 860 метара.
Клима у насељу је планинска.

## Становништво
Сошани су према последњем попису из 2002. године имали 15 становника. 
Већину становништва чине етнички Македонци (100%).
Већинска вероисповест је православље.